# Districte de Banbridge
El districte de Banbridge és un districte d'Irlanda del Nord, al comtat de Down. És un dels 26 districtes creats l'1 d'octubre de 1973 amb l'aplicació de la Llei de Govern Local d'Irlanda del Nord de 1972. La seu es troba a Banbridge.

## Localització i geografia
El districte es troba a l'oest del comtat de Down i cobreix una àrea de 450 km² del Slieve Croob a l'est a la vall del riu Bann a l'oest. També és la principal porta d'entrada a les Muntanyes Mourne, que es troben al sud i està travessada per la carretara A1 entre Belfast i Dublín.
El districte està format pel Districte Urbà de Banbridge, el districte urbà de Dromore i el districte rural de Banbridge. En 1993 es produí un canvi de fronteres i l'àrea de Rathfriland fou transferida al districte de Newry i Mourne. Altres petites ciutats del districtes són Gilford, Loughbrickland i Scarva. Segons el cens de 2001 la població del districte era de 42.000 habitants i segons el cens de 2011 havia augmentat a 48.339 habitants.

## Resultats electorals
Les eleccions a tot el districte es convoquen cada quatre anys i el nombre d'escons obtinguts per cada partit es mostra a baix. Es va convocar una elecció el 2009, però fou ajornada fins al 2011 per tal de donar cabuda a la reorganització dels consells locals que havien de ser reduïts de 26 a 11. El projecte fou abandonat en 2010 i es convocaren les eleccions locals d'Irlanda del Nord de 2011 en els 26 consells originals.
| Partit              | 1973  | 1977  | 1981  | 1985  | 1989  | 1993  | 1997  | 2001  | 2005  | 2011  |
| ------------------- | ----- | ----- | ----- | ----- | ----- | ----- | ----- | ----- | ----- | ----- |
| UUP                 | 8     | 8     | 8     | 8     | 9     | 10    | 9     | 7     | 5     | 7     |
| DUP                 | 0     | 3     | 4     | 3     | 2     | 2     | 3     | 5     | 6     | 5     |
| SDLP                | 1     | 2     | 2     | 3     | 3     | 3     | 3     | 3     | 3     | 2     |
| SF                  | 0     | 0     | 0     | 0     | 0     | 0     | 0     | 0     | 0     | 2     |
| Alliance            | 0     | 0     | 0     | 0     | 0     | 1     | 0     | 1     | 1     | 1     |
| Altres Unionistes   | 3     | 1     | 0     | 0     | 0     | 0     | 0     | 0     | 1     | 0     |
| Independent         | 3     | 1     | 1     | 1     | 1     | 1     | 2     | 1     | 1     | 0     |
| Total escons        | 15    | 15    | 15    | 15    | 15    | 17    | 17    | 17    | 17    | 17    |
| Consellers femenins | -     | -     | -     | -     | -     | -     | -     | 3     | 7     | 6     |
| Participació        | 71,34 | 63,62 | 72,43 | 67,17 | 65,78 | 62,05 | 57,57 | 69,60 | 63,45 | 56,42 |

### Elecció a Dromore, 2008
A finals de 2007 el conseller d'UUP Tyrone Howe renuncià a causa de compromisos laborals. Això provocà la convocatòria de noves eleccions que foren la primera prova electoral per a Veu Unionista Tradicional. Contra tots els pronòstics, l'UUP va mantenir l'escó.
| Elecció a Dromore – 14 de febrer de 2008        | Elecció a Dromore – 14 de febrer de 2008 | Elecció a Dromore – 14 de febrer de 2008 | Elecció a Dromore – 14 de febrer de 2008 | Elecció a Dromore – 14 de febrer de 2008 | Elecció a Dromore – 14 de febrer de 2008 | Elecció a Dromore – 14 de febrer de 2008 | Elecció a Dromore – 14 de febrer de 2008 | Elecció a Dromore – 14 de febrer de 2008 | Elecció a Dromore – 14 de febrer de 2008 | Elecció a Dromore – 14 de febrer de 2008 |
| Party                                           | Party                                    | Candidat                                 | Count 1                                  | Count 2                                  | Count 3                                  | Count 4                                  | Count 5                                  |                                          |                                          |                                          |
| ----------------------------------------------- | ---------------------------------------- | ---------------------------------------- | ---------------------------------------- | ---------------------------------------- | ---------------------------------------- | ---------------------------------------- | ---------------------------------------- | ---------------------------------------- | ---------------------------------------- | ---------------------------------------- |
|                                                 | DUP                                      | Paul Stewart                             | 1069                                     | 1074                                     | 1127                                     | 1178                                     | 1508                                     |                                          |                                          |                                          |
|                                                 | UUP                                      | Carol Black                              | 912                                      | 937                                      | 1119                                     | 1194                                     | 1571                                     |                                          |                                          |                                          |
|                                                 | Traditional Unionist Voice               | Keith Harbinson                          | 739                                      | 742                                      | 801                                      | 828                                      | -828                                     |                                          |                                          |                                          |
|                                                 | Alliance                                 | David Griffin                            | 357                                      | 479                                      | -479                                     |                                          |                                          |                                          |                                          |                                          |
|                                                 | Sinn Féin                                | Paul Gribben                             | 350                                      | 507                                      | 567                                      | -567                                     |                                          |                                          |                                          |                                          |
|                                                 | SDLP                                     | John Drake                               | 290                                      | -290                                     |                                          |                                          |                                          |                                          |                                          |                                          |
|                                                 | Green (NI)                               | Helen Corry                              | 59                                       | -59                                      |                                          |                                          |                                          |                                          |                                          |                                          |
| Electors=9688, vàlids=3776, nuls=17, quota=1889 |                                          |                                          |                                          |                                          |                                          |                                          |                                          |                                          |                                          |                                          |

## El districte de Banbridge i el conflicte
Com a la resta d'Irlanda del Nord el districte de Banbridge es va veure afectat pel conflicte d'Irlanda del Nord. Entre 1969 i 2001 van morir al districte dotze persones (sis catòlics i sis protestants): Patrick Campbell wn 1973, Joseph Toland wn 1975, William, Elizabeth, i Noleen Herron, i Barry O'Dowd en 1976, Robert Harrison en 1977, Alan McCrum en 1982, John Bell en 1985, Terence Delaney en 1988, i Patrick Feeny i Loughlin Maginn en 1989. Durant el conflicte d'Irlanda del Nord van explotar dues bombes al districte, ambdues a Banbridge. El primer en 1982 i provocà la mort d'Alan McCrum. Dues setmanes abans de l'atemptat d'Omagh, l'1 d'agost de 1998, un segon cotxe bomba posat pel Real IRA explotà al centre de Banbridge. Va provocar molts danys estructurals, però no va morir ningú.